# Samuel Påhlsson
Samuel Påhlsson, född 17 december 1977 i Ånge i Borgsjö församling, är en svensk tidigare professionell ishockeyspelare, som spelade som center. 
Påhlssons professionella karriär började i Modo Hockey. Han blev draftad av Colorado Avalanche som 176:e spelare totalt i 1996 års NHL-draft. Han hann dock inte spela för Colorado innan han blev bortbytt till Boston Bruins där han spelade 17 matcher innan han återigen blev bortbytt, denna gång till Anaheim Mighty Ducks. Under lockoutsäsongen 2004–05 spelade han med Frölunda där han tog SM-guld. Han var även med i Tre Kronor då de vann OS-guld i Turin 2006.
Säsongen 2006–07 var Påhlsson en av finalisterna till Frank J. Selke Trophy som årets bäste defensive forward i NHL. 2007 vann han Stanley Cup med Anaheim. Samuel Påhlsson bestämde sig att flytta från Nordamerika och hem till Sverige och under säsongen 2012-13 spelar han i Modo Hockey. Hans moderklubb är Ånge IK som har fostrat många gamla elitspelare.

## Meriter
- SM-guld med Frölunda HC 2005
- OS-guld 2006
- Stanley Cup-vinnare med Anaheim Ducks säsongen 2006–07
- Årets junior i svensk ishockey 1996–97
- Elitserien i ishockeys All star-lag 2004–05

## Klubbar
- Vancouver Canucks
- Columbus Blue Jackets
- Chicago Blackhawks
- Anaheim Ducks
- Frölunda HC
- Boston Bruins
- Modo Hockey
- Ånge IK